# La Carrera Panamericana
A La Carrera Panamericana egy 1992-ben készült film a Carrera Panamericana mexikói autóversenyről. A film zenéje teljes egészében a Pink Floydé. Az együttes gitárosa, David Gilmour, dobosa Nick Mason és menedzsere Steve O' Rourke is indult a versenyen.
A filmet Ian McArthur rendezte.
A Carrera Panamericana az 1950-es évek hagyományait megismétlő autóverseny, amely során a versenyzőknek át kell szelniük egész Mexikót. A Pink Floyd tagjai két autóval indultak el, egyiket Gilmour és O' Rourke vezette, míg a másikban Mason és barátja Valentine Lindsay ült. 
A verseny során Gilmourék balesetet szenvedtek: óránként 80 mérföldes sebességgel lerepültek egy szikláról. Gilmour – aki vezetett – agyrázkódást szenvedett, míg O' Rourke – aki navigált – lába több helyen eltört. Mason és barátja hatodikként értek célba. 
A filmzenei album sosem jelent meg, de a dalok hallhatók az A Tree Full of Secrets bootlegen.

## A dalok

### Előzetes felvétel
- Signs of Life (Gilmour/Ezrin)
- Yet Another Movie (Gilmour/Leonard)
- Sorrow (Gilmour)
- One Slip (Gilmour/Manzanera)
- Run Like Hell (Gilmour/Waters)

### Eredeti anyag
- Country Theme (Gilmour)
- Small Theme (Gilmour)
- Big Theme (Gilmour)
- Carrera Slow Blues (Gilmour/Wright/Mason)
- Mexico '78 (Gilmour)
- Pan Am Shuffle (Gilmour/Wright/Mason)

## Külső hivatkozások
- IMDb